# Torstar

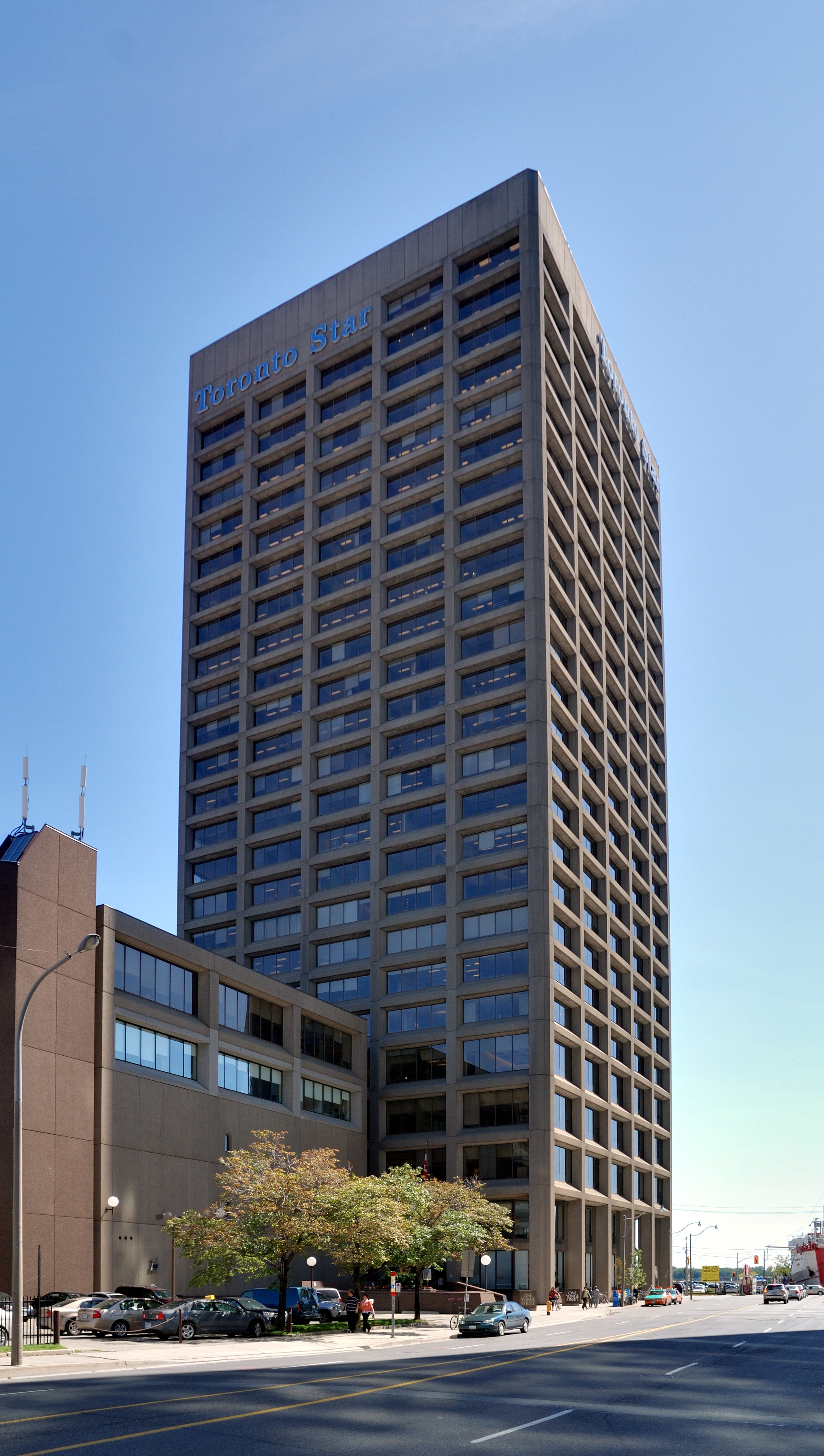
One Yonge Street, der Firmensitz von Torstar

Torstar Corporation ist ein kanadisches Medien- und Verlagsunternehmen. Es verlegt hauptsächlich Tages- und Lokalzeitungen, wozu insbesondere das Flaggschiff Toronto Star gehört, das Namensgebend für die Firma ist.

## Geschichte
Torstar wurde 1958 gegründet, nachdem die Regierung von Ontario ein Gesetz verabschiedet hatte, das die Bestimmungen des letzten „Toronto Star“-Eigentümers Joseph E. Atkinson, die er in seinem Testament verfügt hatte, so nicht mehr Gesetzeskonform waren. Atkinson hatte die Zeitung einer gemeinnützigen Organisation hinterlassen, die er zu Lebzeiten gegründet hatte. Die von der Progressive Conservative Party of Ontario geführte Provinz-Regierung von George Drew verabschiedete ein Gesetz, das es karitativen Organisationen nicht erlaubte, nach Profit strebenden Wirtschaftsunternehmen, wie es eine Zeitung ist, zu führen. Anstatt die Zeitung zu verkaufen, kauften die Treuhänder der Atkinson-Stiftung die Zeitung privat auf und gründeten Torstar als privates Wirtschaftsunternehmen.
Am 26. November 2010 wurde bekannt gegeben, dass die Nachrichtenagentur The Canadian Press von einer gewinnorientierten Gesellschaft übernommen werden sollte, in der Torstar einer der Investoren war. Im Dezember 2011 akquirierte Torstar eine Minderheitenbeteiligung in Höhe von 25 Prozent am Fernseh-Spartenkanalbetreiber Blue Ant Media.
Torstar wurde 2020 von NordStar Capital übernommen und die Notierung ihrer Aktien an der Börse in Toronto wurde beendet.

## Geschäftstätigkeiten
Die Geschäftstätigkeit von Torstar im Bereich der Medien gliedert sich in drei Unternehmensteile: Star Media Group, Metroland Media Group, und Digital Ventures (VerticalScope).

### Star Media Group
Zur Star Media Group gehören der „Toronto Star“ und die damit verbundenen Einheiten, die Torstar Syndication Services sowie die Pendlerzeitung Metro in den Städten Toronto, Vancouver, Ottawa, Calgary, Edmonton, Winnipeg und Halifax. Außerdem besitzt die Abteilung Anteile an der kanadischen Ausgabe der chinesischsprachigen Zeitung Sing Tao Daily.

### Metroland Media Group
Die „Metroland Media Group“ besitzt zwei Tageszeitungen: Den The Hamilton Spectator und die Waterloo Region Record und darüber hinaus mehr als 100 Lokalzeitungen und andere lokal orientierte Angebote.

### VerticalScope
Am 29. Juli 2015 gab Torstar die Akquisition eines 56-prozentigen Mehrheitsanteils an VerticalScope, einem in Toronto ansässigen Betreiber von Online-Communities, für 200 Millionen $ bekannt. Das Unternehmen betreibt Internetseiten und Internetforen, die ihren Schwerpunkt auf Produktnischen legen und teilweise zur Automobilbranche gehören. Der CEO von Torstar David Holland erklärte, dass der Kauf dazu dienen würde, die Präsenz des Unternehmens im digitalen Markt zu stärken.

## Andere Investitionen
Torstar besitzt einen 20-Prozent-Anteil am in Victoria ansässigen Zeitungsverlag Black Press.

### Investitionen in der Vergangenheit
Torstar begann im Jahr 2005 die Herausgabe eines Boulevard-Wochenmagazins namens „Scoop“, das ein Jahr später wieder eingestellt wurde.
Obwohl der Zeitung vorgeworfen wurde, sie hätte die Internet-Revolution in den frühen 1990er-Jahren verpasst, war „Torstar“ einer der ersten Investoren in die damals noch junge Technologie des Internets, in dem sie Anteile an der Firma JCI Technologies erwarb, welche mit „Jobmatch“, „Automatch“ und „Realtymatch“ einen Multiple-Listing-Service angeboten hatte. Im Jahr 1995 wurde JCI als eines der ersten Unternehmen ausgewählt, das Inhalte für das „MSN network“ von Microsoft liefern sollte, das Mitte der 1990er-Jahre ans Netz ging. Bis Anfang 1996 hatte JCI möglicherweise eine dominante Position in Kanadas Online-Anzeigenmarkt, an dem auch Southam einen Anteil hielt. Kurz nachdem Conrad Blacks Unternehmen Hollinger die Southam übernommen hatte, wurde der JCI die Finanzierung entzogen und das Investment scheiterte kurz vor dem Internet-Boom in den späten 1990er-Jahren.
Zwischen Ende 2005 und Anfang 2011 heilt Torstar auch eine Beteiligung von 20 Prozent an CTVglobemedia, einem Medienunternehmen das zerbrach, als BCE Inc., die Muttergesellschaft von Bell Canada, den Medienbestand des Unternehmens übernommen hatte.
Dies waren die Gründe für einige Streitigkeiten, weil „CTVgm“ auch die The Globe and Mail besaß, die wiederum ein Konkurrent der zur Torstar gehörenden „Toronto Star“ war. Es gab jedoch keine redaktionelle Verbindung zwischen beiden Zeitungen. Torstar gab im September 2010 bekannt, dass es eine Vereinbarung abgeschlossen habe, ihre Anteile zu verkaufen. Der Verkauf wurde im Jahr 2011 abgeschlossen.
Am 2. Mai 2014 wurde der Verkauf des Verlags Harlequin Enterprises, einem Herausgeber von Liebesromanen, für 415 Millionen $ an HarperCollins bekanntgegeben.